# CRISAT
CRISAT (Collaborative Research Into Small Arms Technology) czasem NATO CRISAT – cel testowy opracowany, jako modelowy do badania nowoczesnych nabojów do broni klasy PDW (Personal Defence Weapon). Opracowany na początku 1990 roku cel składał się z płyty tytanowej o grubości 1,6 mm oraz 20 warstw kevlaru. Taki układ miał to odpowiadać kamizelce klasy IIIA lub typowej, wojskowej, rosyjskiej kamizelce kuloodpornej (ГРАУ 6Б2 i 6Б5-1, GRAU 6B2 i 6B5-1).
Przykładami broni klasy PDW mogą być: działające na nabój 5.7x28mm pistolet maszynowy FN P90, pistolet FN FiveseveN, i skonstruowany na nabój 4.6x30mm pistolet maszynowy MP7). Cel CRISAT dobrze nadaje się do porównywania przebijalności różnych pocisków: np. pocisk z MP7 przebija cel CRISAT z 220m.